# The White Tie Affair
The White Tie Affair er et pop/electropop/rock-band fra USA.
| Musikgruppe | Spire Denne artikel om en amerikansk musikgruppe er en spire som bør udbygges. Du er velkommen til at hjælpe Wikipedia ved at udvide den. |